# Copa de Europa de Atletismo
La Copa de Europa de Atletismo fue una competición por equipos nacionales celebrada entre 1965 y 2008, año tras el que fue sustituida por el actual Campeonato Europeo de Atletismo por Equipos.
La competición se celebraba de forma separada para las categorías masculina y femenina, y su primera edición se celebró en las ciudades alemanas de Stuttgart (masculina) y Kassel (femenina) en 1965. Inicialmente se trataba de una competición bienal e incluso trienal, pero desde 1993 tuvo lugar todos los años.

## Historia
El comité europeo de la IAAF, predecesor de la actual European Athletics, impulsó la creación de esta competición a instancias de su presidente, el italiano Bruno Zauli. Al fallecer Zauli, la competición llevó el nombre de Copa Bruno Zauli durante sus primeras ediciones.
En las primeras ediciones se enfrentaban todos los equipos en diferentes rondas eliminatorias. Los equipos más débiles debutaban en las rondas preliminares, mientras que los más fuertes accedían directamente a la semifinal. Los dos primeros países de cada una de las tres semifinales se enfrentaban en la final. Si bien el formato tuvo éxito al principio, la aparición de cada vez más competiciones hizo que en 1983 se rehiciera el formato, de modo que cada nación estaba encuadrada en una categoría diferente, lo que permitía que la competición se llevara a cabo en un solo fin de semana. La categoría superior era la llamada Superliga, tras la cual estaban la Primera y Segunda liga, con un sistema de ascensos y descensos entre ellas.
En los años en que se celebraba la Copa del Mundo de Atletismo, los dos primeros equipos de cada categoría en la Copa de Europa se clasificaban para participar en ella, junto con los equipos de Estados Unidos y de cada uno de los cinco continentes, además del país organizador si las dimensiones del estadio lo permitían.
Este sistema persistió hasta 2008. A partir de 2009 se rehízo de nuevo el formato, creándose una nueva competición mixta, el Campeonato Europeo de Atletismo por Equipos, que sustituyó a la Copa de Europa.

## Sistema de puntuación
Los atletas participantes en cada prueba obtenían puntos según la posición en que la terminaban, sin importar las marcas. Así, el ganador conseguía 8 puntos, el segundo 7, y así sucesivamente hasta el último, que se llevaba 1 punto. En caso de empate se repartían los puntos entre los atletas empatados. Si un atleta no terminaba la prueba, no conseguía una marca válida o era descalificado, no conseguía ningún punto.
El último clasificado de la Superliga descendía a la Primera Liga, siendo sustituido por el ganador de esta. También existía un sistema similar de ascensos y descensos entre la Primera y Segunda categoría.